# Agence France-Muséums
Pour les articles homonymes, voir AFM.
L'Agence France-Muséums (AFM), ou France Muséums, est une société française de droit privé, à actionnariat public au premier rang duquel le musée du Louvre.

## Missions
Née en 2007 d’un accord intergouvernemental entre la France et les Émirats arabes unis, la mission première de cette société de conseil et d’ingénierie culturelle a été de mener à bien le projet du premier musée universel du XXIe siècle dans le monde arabe : le Louvre Abu Dhabi. France Muséums a constitué à cette occasion un réseau de 21 établissements français associés ou partenaires représentant les collections nationales françaises : 
- Musée du Louvre,
- Centre Pompidou,
- Musée d'Orsay et de l’Orangerie - Valéry Giscard d’Estaing,
- Bibliothèque nationale de France (BnF),
- Musée du quai Branly - Jacques Chirac,
- Réunion des musées nationaux (RMN),
- Château de Versailles,
- Musée national des Arts asiatiques - Guimet,
- Musée Rodin,
- Musée Cluny - musée national du Moyen-Âge,
- École du Louvre (EDL),
- Musée des Arts Décoratifs (MAD),
- Cité de la céramique - Sèvres et Limoges,
- Musée d'Archéologie nationale - Domaine de Saint-Germain-en-Laye,
- Château de Fontainebleau,
- Domaine national de Chambord,
- Opérateur du patrimoine et des projets immobiliers de la culture (OPPIC),
- Musée de l’Armée,
- Musée des Beaux-Arts de Lyon,
- Institut national du patrimoine (INP),
- Centre de recherche et de restauration des musées de France (C2RMF).

Ayant le statut de société par actions simplifiée, elle est placée sous le contrôle économique et financier de l'État français,, exercé par le contrôleur budgétaire et comptable ministériel du ministère de la Culture.

### Evolution de France Muséums
France Muséums poursuit actuellement des missions auprès du Louvre Abu Dhabi à travers « la gestion de prêts d’œuvres, l’organisation d’expositions temporaires, de missions de conseil variées, ainsi que la montée en compétence des professionnels qui le font vivre ». 
Depuis l’ouverture du Louvre Abu Dhabi en 2017, France Muséums a collaboré à la conception et à la production de « grandes expositions temporaires internationales » telles que Ouvrir l’album du monde en 2019 ou encore Impressionnisme : la modernité en mouvements en 2022.
France Muséums accompagne également le Louvre Abu Dhabi dans « la gestion et la coordination des prêts français ». Dernier en date, à l’occasion du cinquième anniversaire du Louvre Abu Dhabi, le musée du Louvre a annoncé le prêt exceptionnel du Saint Jean Baptiste de Léonard de Vinci, incomparable chef-d’œuvre du maître de la Renaissance. La peinture est présentée dans les galeries permanentes du musée émirien depuis le 8 novembre 2022 pour une durée de deux ans. La présentation du Saint Jean Baptiste au musée du Louvre Abu Dhabi s’intègre dans le cadre d’une série de quatre prêts majeurs réalisés par le musée du Louvre en considération de l’extension de l’accord intergouvernemental signé le 3 décembre 2021 entre Roselyne Bachelot, alors ministre française de la Culture, et Mohamed Al Mubarak, président du musée du Louvre Abu Dhabi. La collection grandissante du musée est sans précédent dans la région et couvre des milliers d'années d'histoire humaine, notamment des outils préhistoriques, des artefacts, des textes religieux, des peintures emblématiques et des œuvres d'art contemporain. La collection permanente est complétée par des prêts tournants de treize institutions partenaires françaises, ainsi que des musées régionaux et internationaux.
Parmi ses nombreuses missions, France Muséums collabore avec le musée émirien dans « la formation des professionnels aux métiers des musées dans une logique de transfert de compétence ». France Muséums participe notamment à l’organisation de la venue du personnel du Louvre Abu Dhabi à Paris, dans les laboratoires des musées, pour être formés.
Depuis 2021, France Muséums « accompagne également d’autres musées et sites patrimoniaux à l’international pour leur préfiguration, leur déploiement ou leur transformation ». France Muséums a notamment accompagné la société Edeis en 2022 et la Monnaie de Paris pour deux expositions temporaires, en 2022 et 2023. L’agence prospecte de nouveaux marchés en s’appuyant à la fois sur des consultants et sur le réseau diplomatique.

## Enquête sur un trafic d’antiquités
Dans le cadre de l’enquête menée par l’Office central de lutte contre le trafic des biens culturels (OCBC) sur l’affaire de trafic d’antiquités révélée après la mise en examen en 2022 de l’ancien président-directeur du Louvre Jean-Luc Martinez, le rôle de l'AFM est questionné. Selon les enquêteurs de l’Office central de lutte contre le trafic des biens culturels, le comportement de certains membres de l’agence a « permis au réseau criminel d’écouler ces antiquités égyptiennes d’une exceptionnelle valeur marchande et patrimoniale »,.
Toutefois, l'article 7 de l’accord intergouvernemental signé entre la France et les Émirats arabes unis relatif à la création du Louvre Abu Dhabi affirme que « la Partie française, l'Agence ou les membres de la commission proposés par l'Agence ne peuvent être tenus responsables des décisions d'acquisition prises par la Partie émirienne » et l’Agence France Muséums n’est pas mise en cause dans la procédure[réf. nécessaire].
Pierre Ouzoulias, sénateur et ancien archéologue, estime à cette occasion que « le ministère de la Culture ne s’est pas donné les moyens d’encadrer, d’évaluer et de contrôler les activités des nombreuses agences qui gravitent autour de lui [...]. Cette externalisation érigée en système menace son existence et celle du service public de la culture ».
Selon un égyptologue cité par le magazine L’Obs sur l’affaire, « Les musées ont fait leur travail [au moment des acquisitions]. Ils ont jugé de l'authenticité des pièces et, d'après les papiers, de leur historique. Ils ne sont pas spécialistes en vieux papiers, en tampons égyptiens et en machines à écrire ! »
À ce stade, l’instruction est toujours en cours.